# Singidella latecostata
Singidella latecostata (лат.) — вид вымерших африканских лягушек семейства пиповые. Единственный известный науке и типовой вид рода Singidella. Ископаемые остатки известны из эоцена (47,8—41,3 млн лет) на территории Восточной Африки (Танзания). Типовой экземпляр — WM 400/97a, b, скелет (вентральный и дорсальный отпечатки частично сочлененного скелета). Типовое местонахождение — Махенге, которое находится в лютетском кратерном озере (аргиллит/сланец) в Танзании. Анализ ископаемых и современных пиповых показывает, что Singidella более тесно связана с африканскими Hymenochirus и Pseudhymenochirus, чем с южноамериканскими Pipa. Это также в некоторой степени подтверждает родственные связи Singidella и странного позднемелового Pachycentrata taqueti из Нигера, хотя неполная сохранность Pachycentrata исключает детальное сравнение. Эта находка указывает на то, что до возникновения в миоцене Восточно-Африканской рифтовой долины ареал пиповых распространялся на восточную Африку, где они сегодня не встречаются.